# Марко Катанић
Марко Ђ. Катанић (Бечањ, 25. април 1830 — Београд, 13. децембар 1907) био је српски почасни генерал.

## Биографија
Његова породица доселила  се из Новопазарског санџака у Бечањ средином 18. столећа.
По свршетку 4. разреда гимназије, ступио је у Артиљеријску школу 6. септембра 1850. године. Пре тога је провео у редовној војсци од 16. јуна до 6. септембра 1850. године. За пешадијског потпоручника произведен је 11. октобра 1855, за поручника 2. марта 1859, за капетана 2. класе 16. октобра 1859, за капетана 1. класе 30. јуна 1862, за пуковника 2. августа 1876. године.
Јунаштвом и војном тактиком истакао се у Јаворском рату 1876. године. Био је главни интендант Врховне команде и начелник Министарства војске све до пензионисања. Стављен је у пензију са чином почасног генерала 12. јануара 1888. године.
Са супругом Софијом изродио је два сина Ђорђа и Ивана, који су умрли млади. Као успомену на њих, као добротвор, помогао је изградњу школе у Бресници 1900. године, а нешто касније, 1906. године, подигао је недалеко од школе и цркву Светог апостола и јеванђелисте Марка. У цркви је као ктитор сахрањен 1908. године, где је сахрањена и његова супруга и синови. У њихову задужбину су пренети и посмртни остаци и њихових синова. По њему је названа ОШ „Ђенерал Марко Ђ. Катанић” Бресница.
Написао је књигу „Мемоари ђенерала Марка Ђ. Катанића” објављену у Нишу 1908. године.